# Фотогравюра

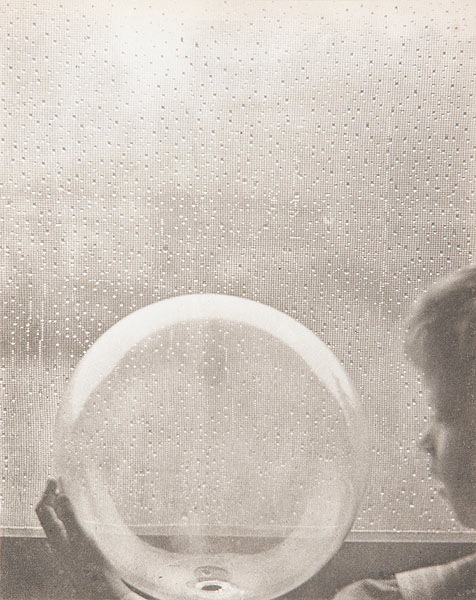
Снимок Кларенса Уайта «Капли дождя», выполненный в технике гелиогравюры

Фотогравю́ра, гелиогравюра (греч. ήλιος — солнце, фр. gravure — печатный оттиск) — фотомеханический процесс, позволяющий получать типографское клише для глубокой печати полутоновых изображений. До начала XXI века технология оставалась непревзойдённой по качеству воспроизведения фотографий и других изображений, успешно конкурируя с фототипией. Термин «гелиогравюра» употребляется применительно как к самому процессу, так и к оттискам, полученным с его помощью.

## История создания
Первые попытки создания фотомеханической технологии воспроизведения рисунков и гравюр были предприняты Нисефором Ньепсом, который в 1822 году изобрёл гелиографию. Оловянная пластинка или литографский камень, покрытые слоем асфальта, позволяли изготовить клише для печати произведений графики. Однако, низкое качество передачи полутонов делало процесс непригодным для тиражирования появившихся вскоре дагеротипов.
Более совершенная техника под названием «гелиогравюра» изобретена во второй половине XIX века английскими учёными Уильямом Генри Фокс Тальботом и Джозефом Суоном. Тальбот разработал способ травления медных пластин, покрытых светочувствительным слоем хромированной желатины, запатентовав его в 1858 году. Суон изобрёл пигментную бумагу для способа фотопечати с тем же названием. Объединение этих технологий позволило получить фотомеханический способ изготовления типографских клише для высококачественного воспроизведения фотоснимков. Большой вклад в совершенствование технологии внёс художник Карел Клич, который в 1878 году получил окончательный вариант гелиогравюры, иногда упоминаемый под названием «процесс Тальбота — Клича».

## Описание технологии
Процесс изготовления клише начинается с получения диапозитива оригинального изображения, для чего крупноформатным фотоаппаратом снимается его репродукция. Светочувствительную пигментную бумагу экспонируют ультрафиолетовым излучением сквозь диапозитив, изготовленный с негатива репродукции. Под действием света хромированная желатина задубливается в экспонированных местах пропорционально количеству излучения. После экспозиции бумагу прижимают к металлической (чаще всего медной) пластине, покрытой асфальтовым порошком, в дальнейшем образующим нерегулярный растр. Проявление происходит горячей водой, растворяющей незадубленную желатину с пигментом в тенях. 
В результате проявления копии на пластине получается пигментный рельеф различной толщины в соответствии с насыщенностью тонов изображения. При последующем химическом травлении хлористым железом его глубина и интенсивность зависят от толщины пигментного слоя. Поэтому в местах пластины, не покрытых желатиной, образуются углубленные печатающие элементы, глубина которых пропорциональна полученной сквозь диапозитив экспозиции. Растр используется для увеличения прилипания краски к участкам клише, которые соответствуют теням. Вместо асфальтового порошка, впервые применённого Тальботом, иногда использовались сетки с регулярным растром. 
При печати участки клише, получившие наименьшую экспозицию, удерживали больше краски, чем подвергнутые максимальной инсоляции за счёт большей глубины травления. При этом технология способна передавать тончайшие нюансы полутонов между самыми светлыми и наиболее тёмными. Гелиогравюра отличается высоким качеством воспроизведения, однако печатные станки, пригодные для данной технологии, обладают сравнительно низкой производительностью. Дальнейшее совершенствование процесса привело к изобретению современных способов растровой глубокой печати.

## Применение
В начале XX века гелиогравюра была взята на вооружение фотографами-пикториалистами, которые восхищались великолепным качеством тиражных изображений, выполненных по этому методу. Гелиогравюры широко использовались при издании энциклопедий. Так, энциклопедический словарь Граната использовал «гелиогравюру английского типа» (как указывалось в перечне иллюстраций к каждому тому) для изготовления вкладок с репродукциями картин известных художников.
Среди периодических изданий начала XX века можно назвать журнал Альфреда Стиглица Camera Work (1903—1917), а из современных журналов, сохраняющих эту традицию, — малотиражный журнал 21st: Journal of Contemporary Photography. Среди современных фотографов, работающих в технике фотогравюры, австралийская художница Трейси Моффат.

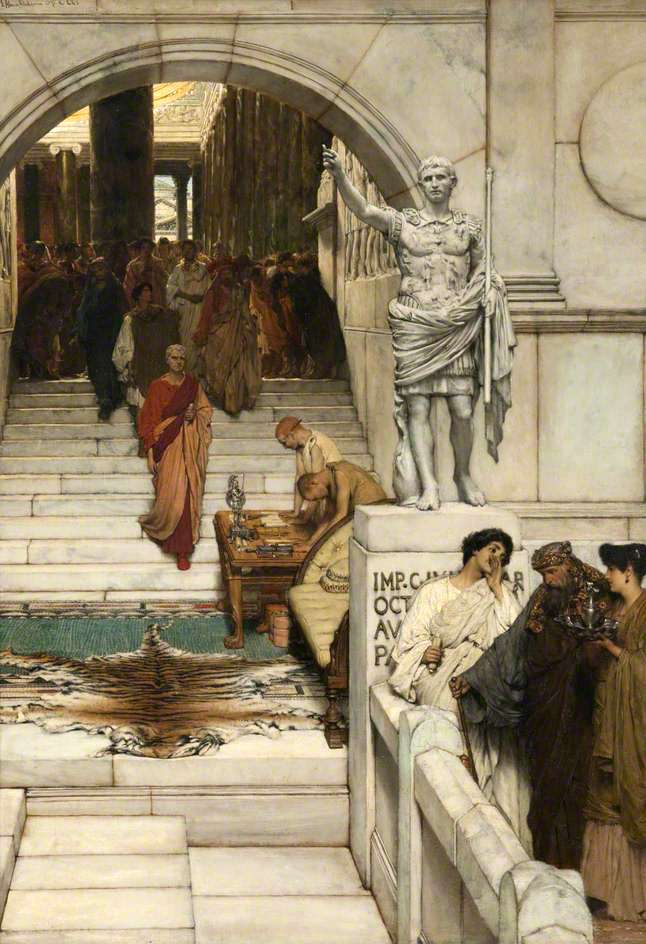
Л. Альма-Тадема. Аудиенция у Агриппы. 1875
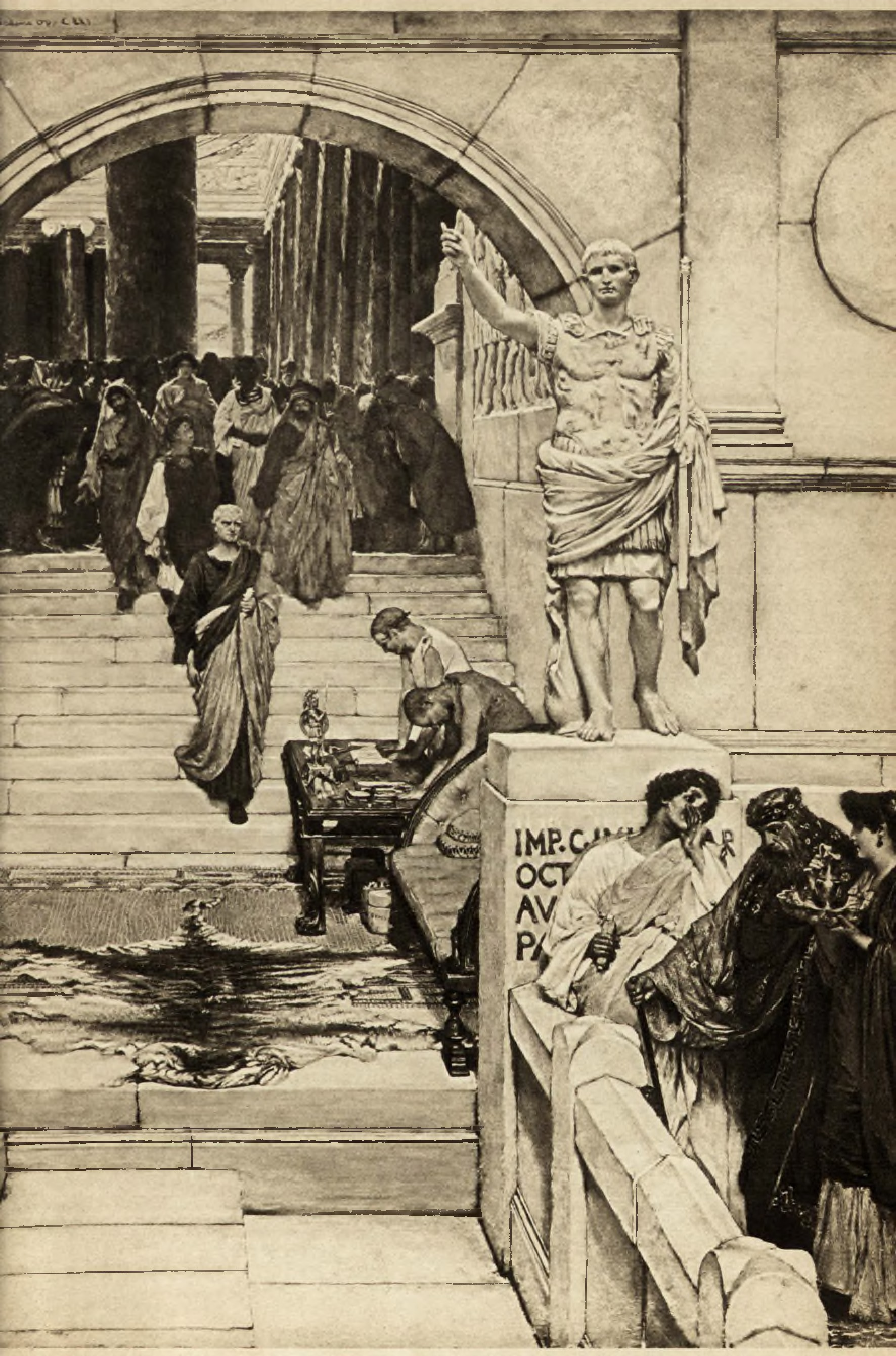
То же в гелиогравюре для энциклопедического словаря Гранат
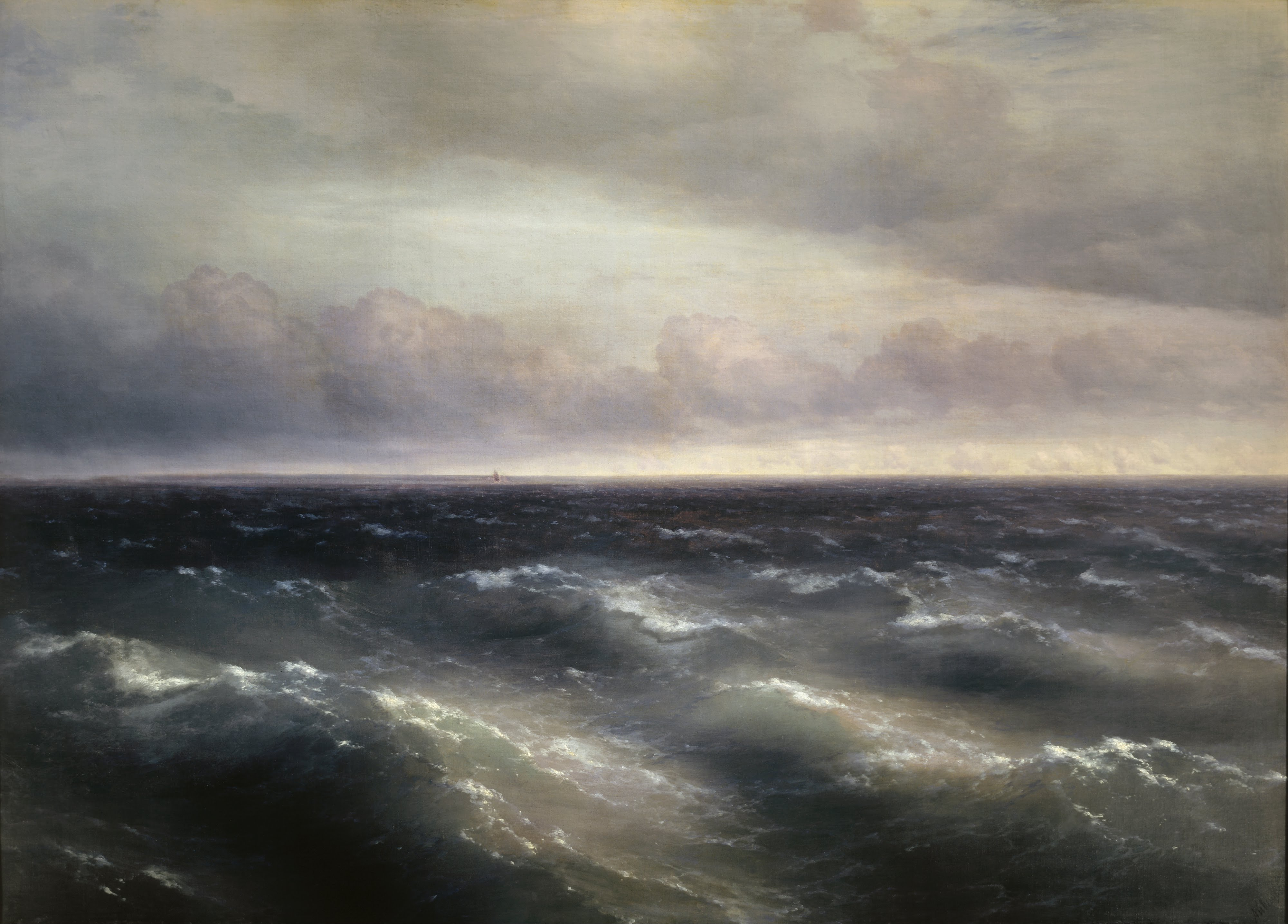
И. Айвазовский. Чёрное море. 1881
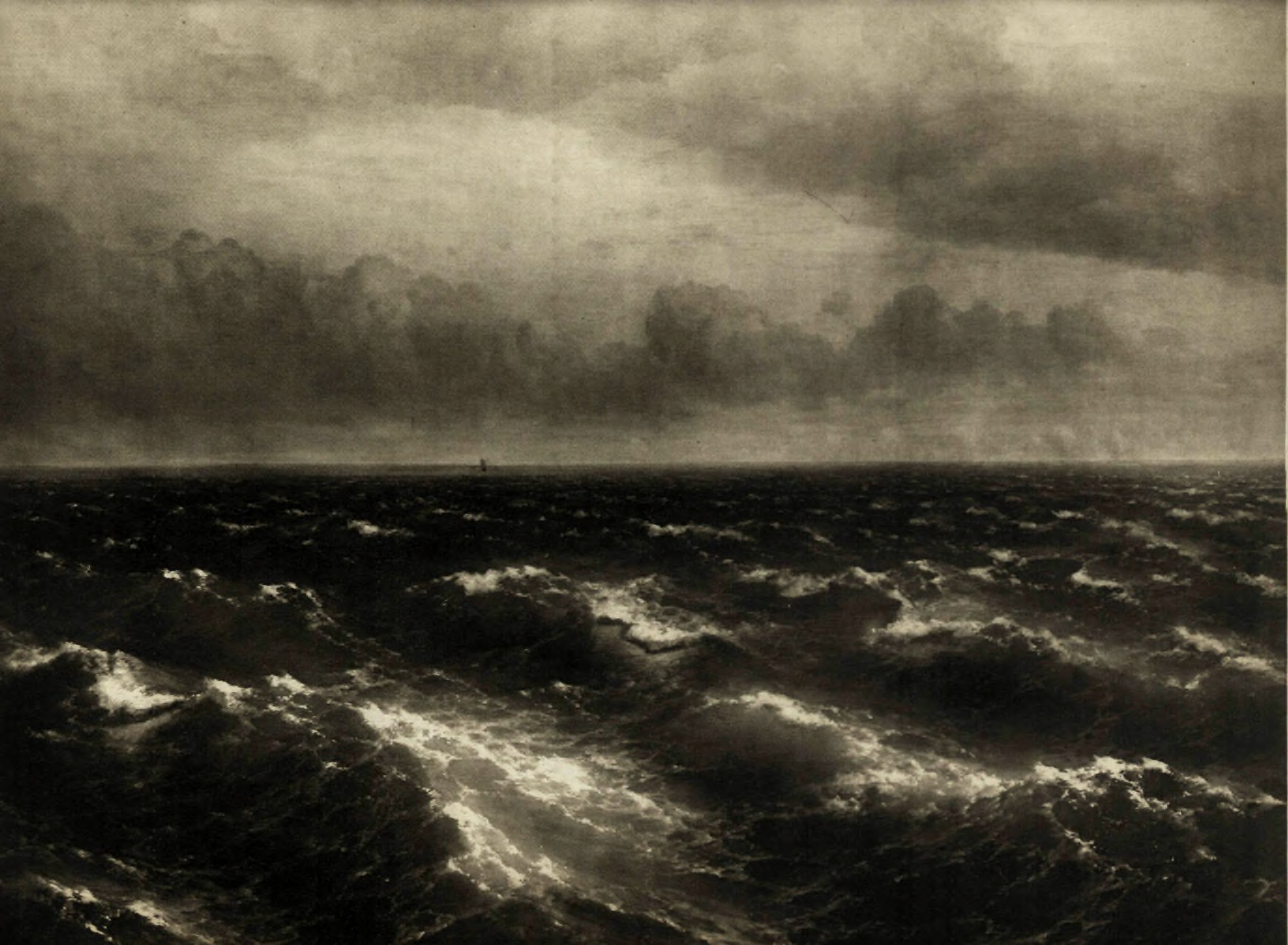
То же в гелиогравюре для энциклопедического словаря Гранат]